# 格盧博科耶湖 (莫斯科州)
55°45′11″N 36°30′18″E / 55.75306°N 36.50500°E

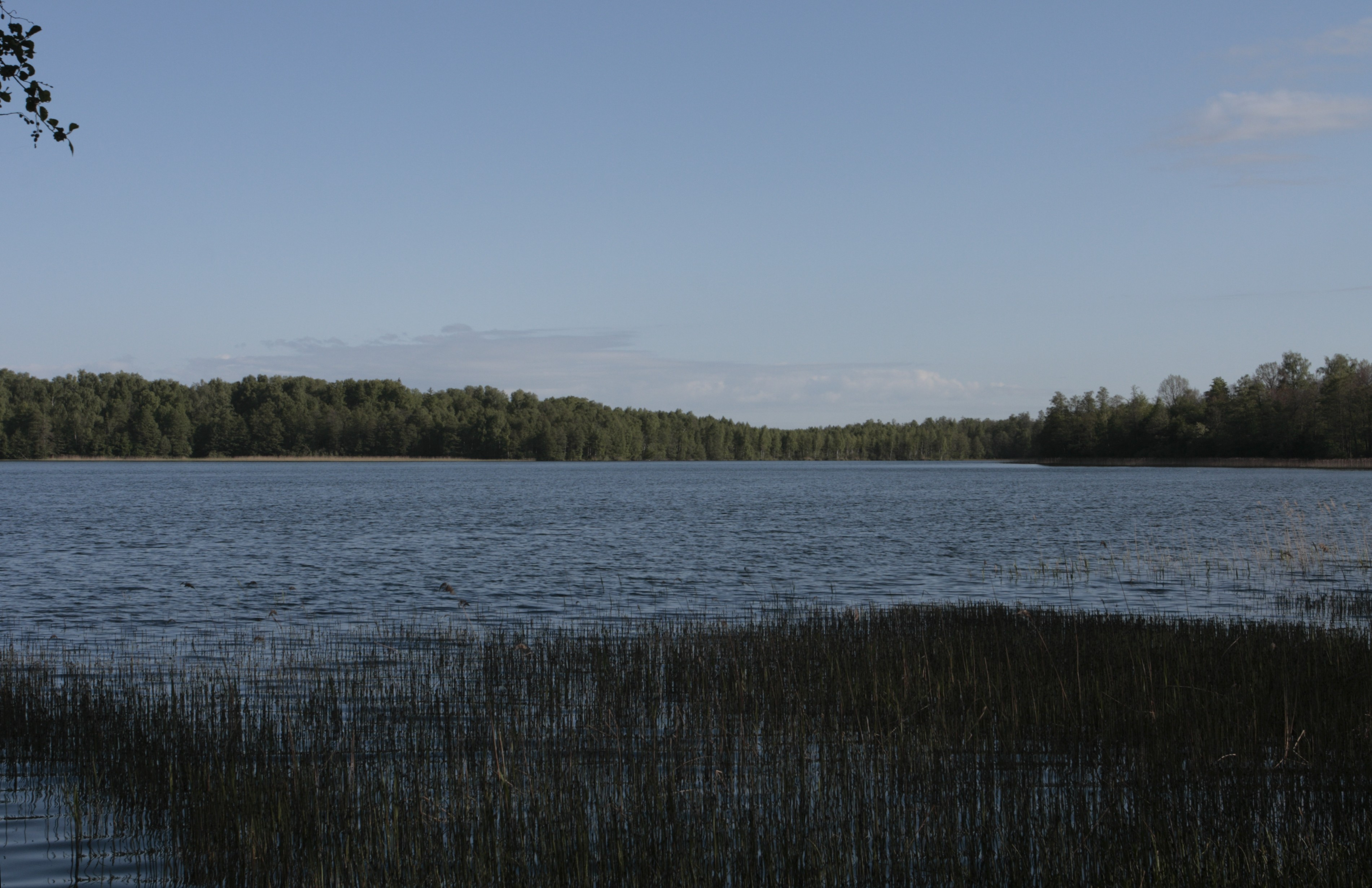

格盧博科耶湖（俄语：Глубокое），是俄羅斯的湖泊，位於該國西部，由莫斯科州負責管轄，長1.06公里、寬0.79公里，面積0.59平方公里，湖岸線長度3.48公里，集水區面積25.9平方公里，平均水深9.3米，最大水深32米。